# Ice Cream (canção de f(x))
Ice Cream (em coreano: 아이스크림) é uma canção de gênero dance-electronic interpretada pelo girl group sul-coreano f(x). A canção foi incluída como faixa em seu primeiro EP, Nu ABO.

## Composição e lançamento
"Ice Cream" é uma canção urbana, que pertence ao gênero musical dance-electronic. A canção foi composta pelo produtor musical Hitchhiker que já havia trabalhado com a SM Entertainment em vários projetos, como um dos seus produtores. Mais tarde, ele compôs e arranjou o single do f(x) "Pinocchio (Danger)" e a canção "Sweet Witches" de seu primeiro álbum de estúdio Pinocchio, e a música "Zig Zag" de seu segundo EP Electric Shock. A letra foi escrita por Kim Bumin que é conhecido por trabalhar em colaboração com Hitchhiker escrevendo letras de quase todas as músicas produzidas por ele. "Ice Cream" foi incluído como a terceira faixa no primeiro EP do grupo Nu ABO, que foi lançado online e offline em 3 de maio de 2010.

## Versão remix de Idiotape
Uma versão remix de "Ice Cream" foi produzida pelo grupo Idiotape. Ela foi lançado como uma faixa no EP 10 CC X SM Seoul Melody, um projeto de colaboração conjunta entre a SM Entertainment e 10 Corso Como, lançado em 27 de março de 2013. O EP também continha remixes de canções de sucesso dos companheiros de gravadora do f(x), incluindo "Before U Go" do TVXQ, "Sexy, Free & Single" do Super Junior , "Trick" do Girls' Generation e "Hello" do Shinee.

## Desempenho nas paradas
| Gráfico (2010)    | Melhores posições |
| ----------------- | ----------------- |
| Gaon Single Chart | 71                |